# زنبق دافيد
زنبق دافيد (باللاتينية: Lilium davidii) نوع نباتي ينتمي إلى جنس الزنبق من الفصيلة الزنبقية. موطنه آسام،بوتان،التبت،أروناجل برديش،مانيبور،خوبي،شنشي،قويتشو،يونان.